# Zamazany cały świat
Zamazany cały świat – album grupy Bez Jacka, pochodzący z 1994 (wtedy wydany przez wytwórnię Pomaton w formie kasety magnetofonowej). 
W ramach albumu znajdowało się dwanaście piosenek z gatunku poezji śpiewanej, np. do wierszy Tadeusza Kubiaka, czy Bolesława Leśmiana (m.in. W malinowym chruśniaku). Utwory z albumu charakteryzował silnie liryczny nastrój. 